# Стоуні-Ривер (Аляска)
Стоуні-Ривер (англ. Stony River) — переписна місцевість (CDP) в США, в окрузі Бетел штату Аляска. Населення — 57 осіб (2020).

## Географія
Стоуні-Ривер розташоване за координатами 61°47′35″ пн. ш. 156°35′13″ зх. д. / 61.79306° пн. ш. 156.58694° зх. д. (61.793081, -156.586967).  За даними Бюро перепису населення США в 2010 році переписна місцевість мала площу 12,58 км², з яких 7,96 км² — суходіл та 4,62 км² — водойми. В 2017 році площа становила 11,80 км², з яких 8,13 км² — суходіл та 3,68 км² — водойми.

## Демографія
Згідно з переписом 2010 року, у переписній місцевості мешкали 54 особи в 20 домогосподарствах у складі 10 родин. Густота населення становила 4 особи/км².  Було 26 помешкань (2/км²).
Расовий склад населення:
| - 83,3 % — корінних американців - 5,6 % — білих - 1,9 % — азіатів |

До двох чи більше рас належало 9,3 %. Частка іспаномовних становила 0,0 % від усіх жителів.
За віковим діапазоном населення розподілялося таким чином: 38,9 % — особи молодші 18 років, 55,5 % — особи у віці 18—64 років, 5,6 % — особи у віці 65 років та старші. Медіана віку мешканця становила 21,0 року. На 100 осіб жіночої статі у переписній місцевості припадало 134,8 чоловіків;  на 100 жінок у віці від 18 років та старших — 120,0 чоловіків також старших 18 років.
Середній дохід на одне домашнє господарство  становив 29 400 доларів США (медіана — 22 500), а середній дохід на одну сім'ю — 31 060 доларів (медіана — 21 250). За межею бідності перебувало 62,5 % осіб, у тому числі 86,7 % дітей у віці до 18 років та 100,0 % осіб у віці 65 років та старших.
Цивільне працевлаштоване населення становило 8 осіб. Основні галузі зайнятості: освіта, охорона здоров'я та соціальна допомога — 50,0 %, транспорт — 25,0 %, публічна адміністрація — 25,0 %.